# Carnet de la patria

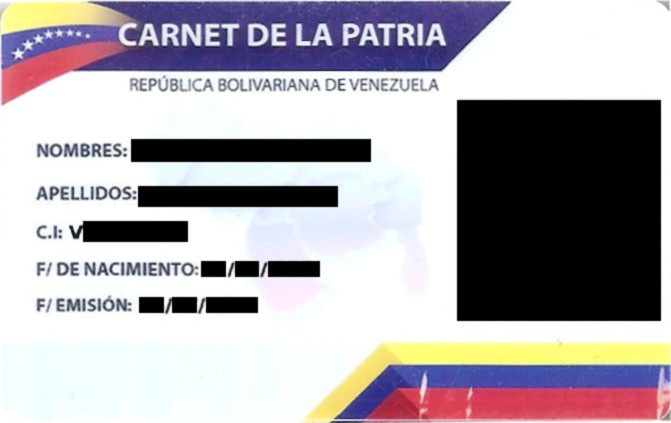
Delantero de un ejemplo de carnet.

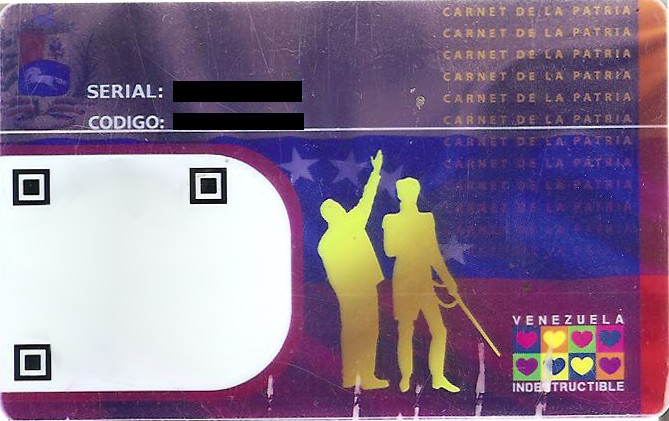
Reverso del carnet, donde se observan los patrones de posición del código QR.

El carnet de la patria es un documento de Venezuela que incluye un código QR único personalizado. Fue creado durante la presidencia de Nicolás Maduro supuestamente con el objetivo de conocer el estatus socioeconómico de la población y agilizar el sistema de las misiones bolivarianas y el de los comités locales de abastecimiento y producción (CLAP). En principio, la adquisición del carnet de la patria es gratuita y no obligatoria. Para tramitarlo se requiere foto, cédula de identidad venezolana e información sobre de cuáles programas sociales está adscrito la persona.
El documento cuenta con una billetera digital que se articula dentro de un sistema estatal de pago electrónico y en la cual los portadores también pueden recibir distintos bonos monetarios por parte del Estado venezolano.
Por otra parte, el uso del carnet ha sido objeto de denuncias como posible método de control social, una política de exclusión social así como de coacción como de compra de votos durante las elecciones regionales de Venezuela de 2017, las elecciones municipales de 2017 y las elecciones presidenciales de 2018.

## Historia

### Antecedentes
En 1999, después de asumir la presidencia, Hugo Chávez buscó ayudar a los venezolanos sin acceso a los servicios básicos, y en los años posteriores más ciudadanos recibieron documentación, pero como señala un informe del Ministerio de Justicia en 2007, las cédulas de identidad eran frágiles y fáciles de falsificar. El informe recomendó una nueva tarjeta habilitada para usar un microchip que sería más difícil de falsificar, pero no se realizaron avances en la iniciativa.

Logo de la compañía china ZTE. La compañía ha vendido al gobierno venezolano las tarjetas del Carnet de la Patria.

Después de su primera derrota electoral en el referéndum constitucional de 2007 y la caída de los precios del petróleo, Chávez se esforzó para continuar la documentación de su base de apoyo y envió a Shenzhen, en China, a Anthony Daquin, el principal asesor de seguridad de la información del Ministerio de Justicia. Daquin conocieron en el viaje las "tarjetas inteligentes de ciudadanos" desarrolladas por la compañía ZTE y que forman parte del "Sistema de Crédito Social" de China, que califican a las personas según su comportamiento, incluida su solvencia financiera y la actividad política; el buen comportamiento puede hacer que los ciudadanos obtengan descuentos en servicios públicos o préstamos, mientras que de lo contrario se les puede prohibir usar el transporte público o que sus hijos no puedan ingresar a las mejores escuelas.
Después del viaje, el gobierno venezolano le pidió ayuda a Cuba para crear tarjetas de identificación por radiofrecuencia (RFID) una tecnología que permite rastrear la ubicación y datos a través de ondas de radio, y en junio de 2008, Venezuela acordó pagarle a una empresa estatal cubana 172 millones de dólares para desarrollar seis millones de tarjetas. Para 2009, Daquin comenzó a inquietarse por el potencial del programa del carnet para cometer abusos en la privacidad de las personas y expresó sus preocupaciones ante funcionarios del gobierno, incluyendo al Ministro de Defensa Vladimir Padrino López. El 12 de noviembre, seis oficiales armados de la agencia nacional de inteligencia, la DISIP, lo secuestraron en Caracas y lo obligaron conducir hasta Guatire, lo golpearon con pistolas, le sacaron varios dientes y le exigieron 100.000 dólares por su liberación. Daquin le pagó a los hombres y reservó un vuelo para él y su familia a Estados Unidos. Después de la huida de Daquin, el contrato con Cuba no avanzó.
En 2016, durante la presidencia de Nicolás Maduro y con el encrudecimiento de la crisis económica en Venezuela, en 2016 el gobierno lanzó el programa de los Comités Locales de Abastecimiento y Producción (CLAP), un programa para distribuir paquetes de alimentos subsidiados, y contrató Soltein SA de CV, una compañía con sede en México, para diseñar una plataforma en línea para rastrear los paquetes que se convertiría en el comienzo de la base de datos usada para el sistema del Carnet de la Patria. Queriendo recabar más información sobre los beneficiarios, el gobierno nacional pidió a la compañía ZTE ayuda para desarrollar códigos QR; el gobierno había desestimado la tecnología RFID por ser demasiado costosa. ZTE desarrolló los códigos a un costo menor de 3 dólares por cuenta y el gobierno venezolano imprimió las tarjetas, vinculándolas a la base de datos de Soltein.

### Tramitación
El 18 de diciembre de 2016, el presidente Nicolás Maduro anunció la creación del sistema del carnet de la patria en su programa televisivo Contacto con Maduro. Además señaló que la plataforma tecnológica del carnet de la patria se ha concretado a través de convenios con China. Luego, el 20 de enero de 2017 comenzó la primera jornada de registro para adquirir el carnet de la patria.
Para mayo de 2017, más de trece millones de venezolanos han tramitado el carnet de la patria, asignando más de doscientas mil tarjetas de la Misión Hogares de la Patria y al menos cincuenta mil becas estudiantiles. Para obtener el carnet la persona debe tener cédula de identidad y responder preguntas sobre la existencia de algún problema de salud, la participación en procesos electorales y si disfruta de alguna de las misiones sociales del gobierno nacional.
Nicolás Maduro ha asegurado que con el código QR del carnet se podrán pagar directamente los servicios de los CLAP y tarifas de transporte como el metro, el metrobús, los trenes y el pasaje estudiantil. El 25 de junio de 2017, durante su programa Los Domingos con Maduro informó que aprobó 84 mil millones de bolívares para incorporar a 200 mil nuevas familias a la Misión Hogares de la Patria, las cuales serán captadas a través del carnet de la patria, y la entrega de 700 tarjetas para 300 Hogares de la Patria en la parroquia El Valle, en el municipio Libertador.
El 24 de febrero de 2018 Maduro anunció la creación del carnet de la patria militar durante un encuentro con la Fuerza Armada Nacional Bolivariana (FANB).

### Hackeo
En mayo de 2017, hackers opositores conocidos como TeamHDP irrumpieron en la base de datos del sistema del carnet. El líder del grupo, en una cuenta en Twitter bajo el nombre @YoSoyJustincito, escribió que el ataque fue "sumamente sencillo" y estaba motivado por la misión del TeamHDP de exponer los secretos de Maduro. Durante el hackeo, TeamHDP tomó capturas de pantalla de los datos de los usuarios y eliminó las cuentas de los funcionarios del gobierno, incluyendo a Nicolás Maduro. La información de varias cuentas de tarjetas incluían números de teléfono, correos electrónicos, domicilios, participación en eventos del Partido Socialista Unido de Venezuela (PSUV) e incluso si la persona tenía una mascota. Las personas familiarizadas con la base de datos afirmaron que las capturas de pantalla de la información parecían auténticas. Poco después del hackeo, Maduro firmó un contrato de 70 millones de dólares con CANTV y un banco estatal para proyectos de "seguridad nacional", incluyendo el desarrollo de una "base de datos centralizada de la patria" y una aplicación móvil para procesar los pagos asociados con la tarjeta, como la compra de la caja de alimentos que entrega el gobierno a precio de descuento. Durante las elecciones de la Asamblea Nacional Constituyente de 2017, Nicolás Maduro fue la primera persona en votar. Cuando escaneó su carnet de la patria en televisión nacional para verificar que votó, el registro mostró el mensaje: «La persona no existe o el carnet fue anulado».

### Racionamiento de gasolina
El presidente Nicolás Maduro pidió el 29 de julio de 2018, que, todas las personas que tengan algún vehículo motorizado que utilice gasolina se registren con su carnet de la patria en el Censo Nacional de Transporte, para racionar la gasolina mediante una nueva política energética. En el IV Congreso del Partido Socialista Unido de Venezuela, Nicolás Maduro sostuvo que la escasez de gasolina se debe al contrabando en la frontera con Colombia e islas del Caribe. El censo fue realizado en agosto con la reconversión monetaria del mismo mes.
A partir del 4 de septiembre de 2018, 41 municipios fronterizos implementarán la solicitud del carnet de la patria para racionar la gasolina de forma gradual.

## Sistema de pago
Actualmente, la plataforma informática desarrollada para el carnet cuenta con una billetera móvil, que permite usar los recursos otorgados por el gobierno mediante los denominados bonos para el pago de servicios básicos como el servicio de telefonía fija, el servicio de electricidad, aseo, gas y combustible.

## Críticas

### Mecanismo de control y de exclusión social
El escritor Leonardo Padrón describió al carnet como un «canjeo de hambre por votos», diciendo: «Dame tu firma, toma tu Clap». Henrique Capriles denunció el sistema de identificación como un mecanismo de control, al igual que el alto costo de la carnetización, señalando que «el carnet de la patria es un vulgar censo de Maduro y del PSUV. Aquí alguien se está llenando los bolsillos con ese negocio. Carnetizar en la actualidad cuesta una fortuna. Si sacar una simple copia cuesta dinero, ¿se imagina usted lo que cuesta cada carnet de la patria? El único carnet de la patria es la cédula de identidad». Por otra parte, el secretario de organización del partido Alianza Bravo Pueblo, Alcides Padilla, acusó al gobierno de pretender obstaculizar el ingreso de nuevos militantes a partidos, «ya que al registrar sus datos, el ciudadano estaría inscrito de manera indirecta en el PSUV, y así obstaculizar su ingreso a otro partido político»; de la misma manera, también criticó que «a través de esta tarjeta, el gobierno quiere racionarle los alimentos a los venezolanos». De igual manera, el Partido Comunista de Venezuela ha asegurado que el carnet de la patria es una política de exclusión y que todos los habitantes del país tienen derechos constituciones que no pueden estar dependiendo de dicho documento.
En agosto de 2018, jubilados venezolanos protestaron frente a las oficinas principales del Instituto Venezolano de los Seguros Sociales (IVSS), quejándose de que la exigencia el Carnet de la Patria para cobrar su pensión limitaba su acceso.
En septiembre, el secretario general de la Organización de Estados Americanos, Luis Almagro, declaró haber recibido denuncias de pacientes a quienes se les ha rechazado el tratamiento por quimioterapia por no tener el Carnet de la Patria. La agencia de noticias Reuters también ha recibido denuncias de médicos estatales negando recetas de insulina a pacientes diabéticos por no estar inscritos en el sistema del Carnet de la Patria. Benito Urrea, un diabético de 76 años, dijo que una médica estatal le negó recientemente una receta de insulina y lo acusó de ser miembro de la "derecha" porque no se había inscrito en el sistema del carnet.
Por otra parte, el economista José Useche ha señalado que los bonos entregados por el gobierno nacional a través del carnet de la patria generarían más inflación porque se trataría de un incremento inorgánico de la masa monetaria sin aumento de la producción.

### Racionamiento de gasolina
Varios dirigentes opositores anunciaron que para «contrarrestar» esa decisión se debe hacer un llamado a no asistir a la carnetización. Por ejemplo, el diputado a la Asamblea Nacional Ángel Alvarado declaró: «Lo que venimos denunciando. Para echar gasolina va a hacer falta el carnet de la patria. Hay que boicotear eso. El estado ya tiene censo de los carros (para eso está la placa) no hace falta ningún censo».

### Elecciones a la Asamblea Nacional Constituyente de 2017
Durante las elecciones de la Asamblea Nacional Constituyente de 2017, Nicolás Maduro fue la primera persona en votar. Cuando escaneó su carnet de la patria para verificar que votó, el registro mostró el mensaje: «La persona no existe o el carnet fue anulado».

### Elecciones regionales de 2017
Después de la publicación del primer boletín de los resultados de las elecciones regionales de 2017, la Mesa de la Unidad Democrática difundió un comunicado fijando una postura y denunciando las diversas irregularidades durante el proceso, cuyo quinto punto fue la «coacción y chantaje a empleados públicos y beneficiaros de programas sociales obligándolos a votar con el acompañamiento de dirigentes del PSUV y a través del carnet de la patria, lo que impide el ejercicio del voto libre».

### Elecciones municipales de 2017
Durante las elecciones municipales de 2017, hubo denuncias del uso del carnet de la patria como «método de coacción» del votante. A pesar de que Jorge Rodríguez aclarase que solo se necesitaba la cédula de identidad para votar, Tareck El Aissami, Nicolás Maduro y Rodríguez instaron a los electores a votar con el carnet de la patria. Hubo denuncias de centros de votación en el municipio Libertador de Caracas donde se instalaron «puntos rojos» para la verificación del carnet de la patria de los votantes y donde se mostraba propaganda a favor de los candidatos oficialistas, acto prohibido durante los procesos electorales. En una rueda de prensa en la tarde, Jorge Rodríguez aseguró que quienes votaron en las elecciones municipales y registraron su participación en los puntos tricolor con el carnet de la patria «recibirían un regalo».

### Elecciones presidenciales de 2018
Durante las elecciones presidenciales de 2018, además de reportarse una participación baja o nula en la mayoría de los estados y ciudades del país, también se denunció el uso del carnet de la patria como «dispositivo de coacción» y de estímulo para quienes voten de entregarles un bono en bolívares y la presencia de puntos rojos a menos de 50 metros de los centros electorales y hasta dentro de los mismos, en violación al Acuerdo de Garantías Electorales suscrito por los candidatos presidenciales, donde los partidarios oficialistas exigían a los electores escanear el código QR del carnet de la patria, prohibidos en las leyes electorales, luego de ejercer el sufragio con el fin de llevar un registro de las personas que votan y que los votantes cobrasen el bono prometido por Maduro. El 24 de abril, en un acto de campaña en el estado Carabobo, Nicolás Maduro afirmó que durante la campaña electoral el gobierno llamaría a todas las personas con carnet de la patria para buscar votos.
Algunos de los centros de votación en el municipio Libertador de Caracas donde se denunció la presencia de puntos rojos y el registro de votantes oficialistas fueron el liceo Andrés Bello, el centro de votación más grande del país y uno de mayor importancia en Caracas con 12 200 electores registrados, el liceo Fermín Toro y el colegio Miguel Antonio Caro, ubicado en la avenida Sucre, y en centros de votación en Propatria, como el colegio Socorro Machado ubicado en Casalta 2. A veces las colas de registro de electorales eran más largas que en el propio centro de votación. En las afueras de la Unidad Educativa Manuel Aguirre, en la parroquia Petare de Caracas, un grupo de personas se concentró desde las 7:00 de la mañana. De acuerdo con una denuncia realizada por el medio El Pitazo, la aglomeración de los ciudadanos en el centro a tempranas horas se debió a que escaneaban el carnet de la patria de los electores, presuntamente antes de votar.
El candidato Javier Bertucci sugirió que podría desconocer los resultados de las elecciones debido a las 380 denuncias asociadas a la compra de votos que registradas por su comando de campaña, señalando al oficialismo de usar comida y dinero para comprar votos durante las elecciones; Bertucci adelantó que tenía un equipo de abogados en la sede principal del CNE para formalizar las denuncias sobre las cuales aseguró que tienen fotos y vídeos. Henri Falcón denunció haber recibido al menos 350 reportes de irregularidades relacionadas con el voto asistido y a la coacción con el carnet de la patria, y declaró que tenían «serios cuestionamientos al proceso porque no se ha actuado con diligencia» y «centenares de denuncias solo de instalación de puntos rojos».
El Observatorio Venezolano Electoral declaró que desde 2016 la justicia electoral que se imparte en el país “no es imparcial” al no investigar las denuncias, citando los casos de los diputados indígenas del estado Amazonas que fueron destituidos de sus cargos por presuntas irregularidades en su elección, que después de dos años no han sido demostradas, mientras que las denuncias de fraude que hizo el candidato a la gobernación de Bolívar, Andrés Velásquez en octubre de 2017 no han sido investigadas.